# Dobrinja

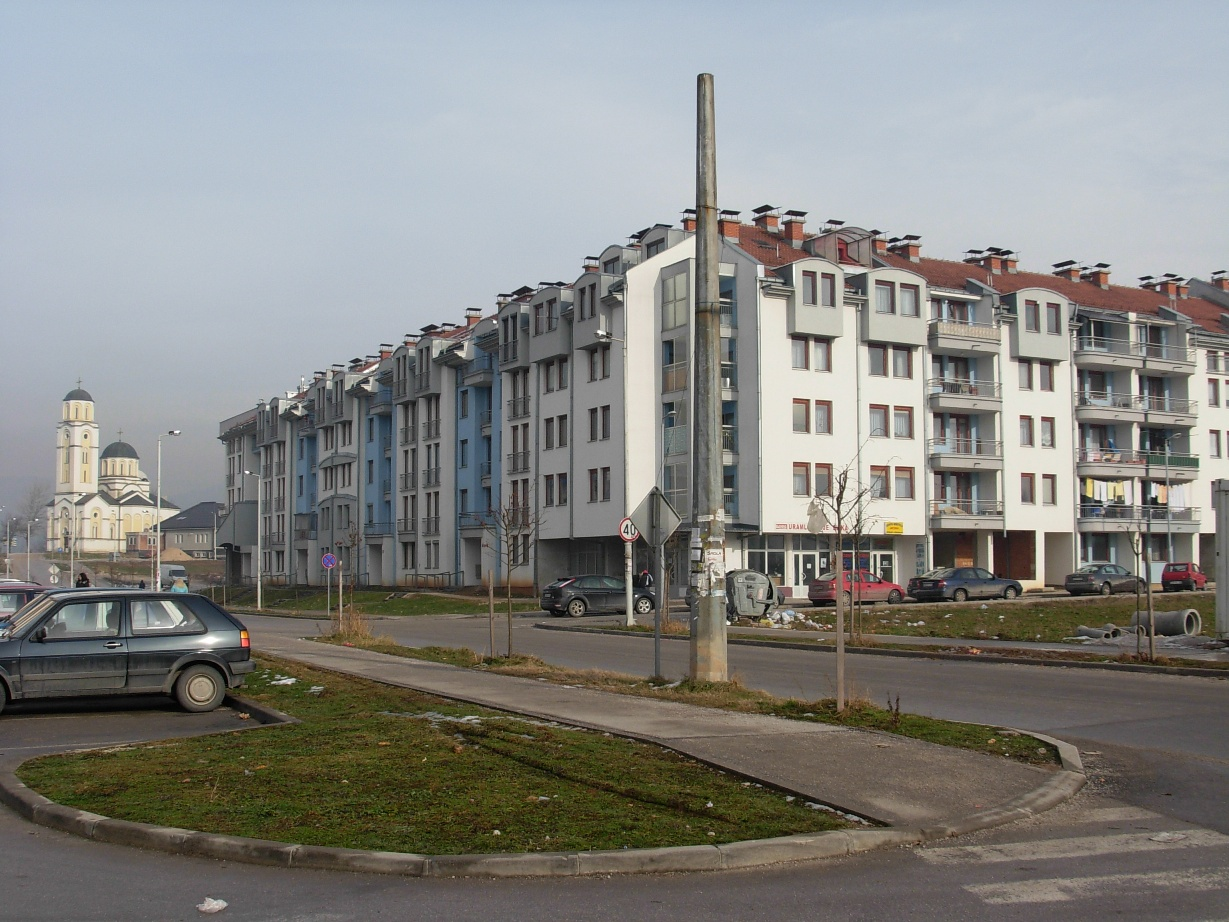
blok w Dobrinji

Dobrinja – osiedle w Sarajewie położone na zachód od centrum stolicy Bośni i Hercegowiny. Dzielnica graniczy z międzynarodowym lotniskiem. W czasie oblężenia miasta znajdował się tutaj południowy wlot do tunelu łączącego odcięte od świata miasto z terenami niezajętymi przez Serbów.